# Bathypogon ichthyurus
Bathypogon ichthyurus är en tvåvingeart som beskrevs av Hull 1958. Bathypogon ichthyurus ingår i släktet Bathypogon och familjen rovflugor. Inga underarter finns listade i Catalogue of Life.